# Gas Bose

Entropia de gasos ideals clàssics i gasos ideals quàntics (gas Fermi, gas Bose) en funció de la temperatura, per a una densitat fixa de partícules. Això és per al cas de les partícules no relativistes (massives, lentes) en tres dimensions. Es poden veure algunes característiques: El gas clàssic segueix l'equació de Sackur-Tetrode. A mesura que augmenta la temperatura, els gasos Fermi i Bose s'apropen gradualment a la línia de gas clàssica.

Un gas ideal de Bose és una fase mecànica quàntica de la matèria, anàloga a un gas ideal clàssic. Està compost per bosons, que tenen un valor enter de spin i compleixen les estadístiques de Bose-Einstein. La mecànica estadística dels bosons va ser desenvolupada per Satyendra Nath Bose per a un gas fotòn, i estesa a partícules massives per Albert Einstein, que es va adonar que un gas ideal de bosons formaria un condensat a una temperatura prou baixa, a diferència d'un gas ideal clàssic. Aquest condensat es coneix com a condensat de Bose-Einstein.
Els bosons són partícules de mecànica quàntica que segueixen les estadístiques de Bose-Einstein, o equivalent, que posseeixen un espín sencer. Aquestes partícules es poden classificar com a elementals: són el bosó de Higgs, el fotó, el gluó, el W/Z i l'hipotètic gravitó; o compost com l'àtom d'hidrogen, l'àtom de 16O, el nucli de deuteri, mesons, etc. A més, algunes quasipartícules en sistemes més complexos també es poden considerar bosons com els plasmons (quanta d'ones de densitat de càrrega).
El primer model que va tractar un gas amb diversos bosons, va ser el gas de fotons, un gas de fotons, desenvolupat per Bose. Aquest model condueix a una millor comprensió de la llei de Planck i la radiació del cos negre. El gas fotonic es pot expandir fàcilment a qualsevol tipus de conjunt de bosons sense massa que no interactuen. El gas fonònic, també conegut com a model Debye, és un exemple on els modes normals de vibració de la xarxa cristal·lina d'un metall, es poden tractar com a bosons sense massa efectius. Peter Debye va utilitzar el model de gas fonó per explicar el comportament de la capacitat calorífica dels metalls a baixa temperatura.
Un exemple interessant d'un gas Bose és un conjunt d'àtoms d'heli-4. Quan un sistema de 4 àtoms d'He es refreda a una temperatura propera al zero absolut, hi ha molts efectes mecànics quàntics. Per sota dels 2,17 kelvins, el conjunt comença a comportar-se com un superfluid, un fluid amb una viscositat gairebé nul·la. El gas Bose és el model quantitatiu més senzill que explica aquesta transició de fase. Principalment, quan un gas de bosons es refreda, forma un condensat de Bose-Einstein, un estat on un gran nombre de bosons ocupen l'energia més baixa, l'estat fonamental i els efectes quàntics són macroscòpicament visibles com la interferència d'ones.